# Borki (Skarżysko-Kamienna)
Borki – osiedle administracyjne i część miasta Skarżyska-Kamiennej, usytuowane we wschodniej części miasta, w rejonie ulicy Kopernika. Do 1954 samodzielna miejscowość w gminie Bliżyn.
TERYT podaje dwie graniczące ze sobą części miasta o nazwie Borki w granicach Skarżyska-Kamiennej:
- Borki (SIMC 0639452) wzdłuż ulicy Mikołaja Kopernika,
- Borki (SIMC 0947722) wzdłuż ulicy Działkowej.

Historycznie jest to jednak to samo skupisko osadnicze.

## Historia
Borki były wsią w guberni kieleckiej, a od 1918 w woj. kieleckim. Tam 31 października 1933 wraz ze wsią Skarżysko Książęce utworzyły gromadę o nazwie Skarżysko Książęce w gminie Skarżysko Kościelne. Do 1939 roku przynależał do powiatu koneckiego (gmina Szydłowiec), a od 1 kwietnia 1939 do powiatu iłżeckiego (gmina Skarżysko Kościelne). 
Podczas II wojny światowej włączony do Generalnego Gubernatorstwa (powiat starachowicki, dystrykt radomski), nadal jako część gromady Skarżysko Książęce (gmina Skarżysko Kościelne), liczącej 1871 mieszkańców. Po wojnie w województwa kieleckim, jako jedna z 9 gromad gminy Skarżysko Kościelne.
1 stycznia 1954 Borki wyłączono z gminy Skarżysko Kościelne i włączono do Skarżyska-Kamiennej, które jednocześnie wyłączono z powiatu kieleckiego, ustanawiając w nim powiat miejski.

## Zasięg terytorialny
Osiedle obejmuje następujące ulice: Kopernika od nr 2 do nr 56 (parzyste) i od nr 1 do nr 59a (nieparzyste); Sokola od nr 42 do końca (parzyste); Wiejska od nr 5 do końca (nieparzyste).